# Raymond Savignac
Raymond Pierre Guillaume Savignac (* 6. November 1907 in Paris, Frankreich; † 31. Oktober 2002 in Trouville-sur-Mer, Département Calvados) war ein französischer Grafiker und Grafikdesigner, spezialisiert auf Gebrauchsgrafik, international bekannt für seine Plakatkunst.

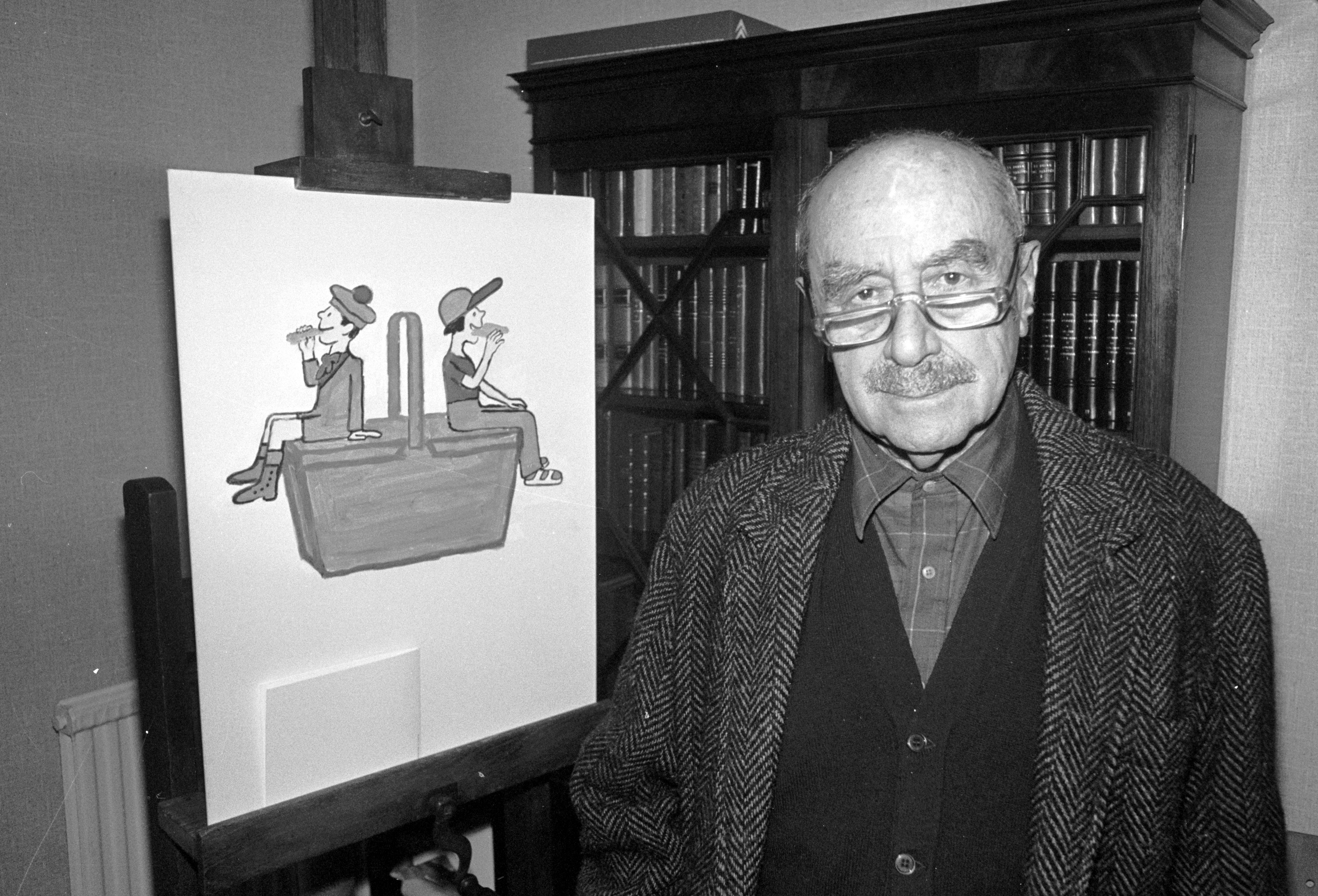
Savignac in seinem Haus (1988)

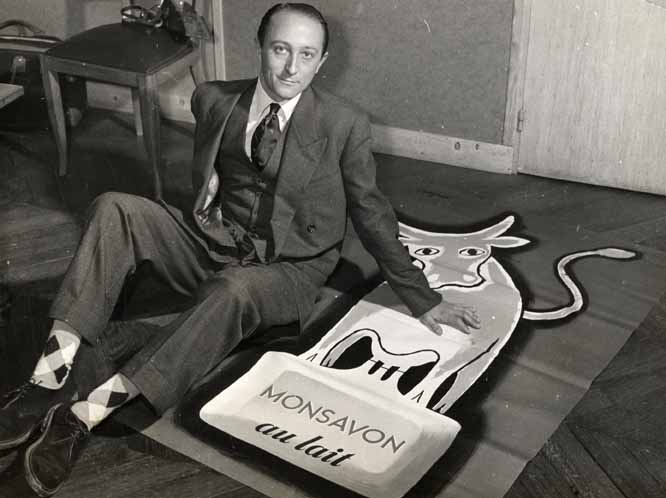
François Clauteaux, L'Oréal-Werbechef, mit „Monsavon-Plakat“ (1951)

## Leben
Raymond Savignac, sein Künstlername oft nur abgekürzt mit „Savignac“, begann als Autodidakt unter der Anleitung von A. M. Cassandre ab dem Jahr 1935 als Grafiker zu arbeiten. Erste Grundkenntnisse wurden ihm an der École Lavoisier in Paris vermittelt.
Savignacs Werk zeichnete sich vor allem durch eine humorvolle Einfachheit aus, sein Stil wurde in Frankreich und im Ausland sehr bekannt. Einer seiner größten Erfolge war ein Plakat mit dem Titel „Monsavon au Lait“, welches er für eine „Milch-Seife“ der Marke Monsavon entwarf, auf dem eine Kuh mit ihrem Euter direkt die Seife erzeugte. Ein anderes, mit badender Kuh, folgte später. Weitere sehr erfolgreiche Werbemotive kreierte Savignac für Yves Roberts Neuverfilmung von „La Guerre des Boutons“ (Der Krieg der Knöpfe (1962)), des Jugendromans aus dem Jahr 1912 von Louis Pergaud (1882–1915).
Bis in die 1990er arbeitete er an Aufträgen von internationalen sowie französischen Unternehmen und Institutionen (u. a. die Serien „En avant“ für die Marke Citroën und „Voyagez à moitié Prix“ für die Staatsbahn SNCF) und nahm mit seinen Graphiken an zahlreichen Expositionen weltweit teil. 1955 und 1957 wurden Savignac auf Plakatausstellungen in Chicago, USA jeweils die ersten Preise verliehen. Im Jahr 1964 wurden einige Arbeiten von ihm (auch das „Monsavon-Plakat“) auf der documenta III in Kassel in der Abteilung Graphik gezeigt.
Eine ständige Ausstellung des Schaffens Raymond Savignacs ist im Museum Villa Montebello in Trouville-sur-Mer zu sehen, der Stadt, in der er seine letzten Lebensjahre verbrachte.